# 유보 (법)
- 1 어떤 일을 당장 처리하지 아니하고 나중으로 미루어 둠.
- 2 일정한 권리나 의무 따위를 뒷로 미루어 두거나 보존하는 일.
- 3 국제법에서 유보(법) 이란? 다자 조약에서 국가가 자신에게 적용 하는 법적 효과를 자국에서 대해서 적용을 배제하거나 , 변경 시키려는 의도로 행하는 일방적으로 선언하는 의미를 뜻 한다.